# Balungbangjaya
Balungbangjaya is een bestuurslaag in het regentschap Kota Bogor van de provincie West-Java, Indonesië. Balungbangjaya telt 12.131 inwoners (volkstelling 2010).